# Tibério Minúcio Augurino
Tibério Minúcio Augurino (m. 305 a.C.; em latim: Tiberius Minucius Augurinus) foi um político da gente Minúcia da República Romana eleito cônsul em 305 a.C. com Lúcio Postúmio Megelo.

## Primeiro consulado (305 a.C.)
Megelo foi eleito cônsul em 305 a.C. com Lúcio Postúmio Megelo. Já nos movimentos finais da Segunda Guerra Samnita, os dois cônsules se dirigiram a Sâmnio para continuar a guerra, cada um numa região diferente: Postúmio seguiu para Tiferno e Megelo, a Boviano (Bojano). Postúmio, que comandava a coluna oriental, superou uma forte resistência samnita em Tiferno antes de se juntar novamente à coluna de Megelo. Juntos, os exércitos lutaram na Batalha de Boviano, que foi a vitória decisiva e final da guerra, pois os samnitas pediram a paz após a perda de Boviano. Lívio relata que, segundo alguns dos autores consultados por ele, Tibério Minúcio teria sido morto neste combate e Marco Fúlvio Curvo Petino foi nomeado cônsul sufecto em seu lugar.